# Monoracer
Der Monoracer ist ein zweisitziges, elektrisch angetriebenes Kabinenmotorrad, welches in Kleinserie in Brno, Tschechien gefertigt wird.
Die Zelle ist ein selbsttragender Verbundkörper mit Stahlsicherheitsrahmen, die Hinterradschwinge, als auch das ABS sind aus dem BMW Motorrad Programm.
Die Höchstgeschwindigkeit ist elektronisch auf 250 km/h begrenzt, die Reichweite beträgt bis zu 400 km.
Türe und Seitenradstützfahrwerk sind elektrisch angetrieben.
Das Fahrzeug besitzt eine Rückwärtsgang, eine Rückwärtsfahrkamera, eine Klimaanlage,  Sitze und Frontscheibe sind beheizt.
Das Modell ist der Nachfolger des MonoRacer-MRI mit BMW-K1200-RS Ottomotor, welches Ende 2016 wegen der EURO-4-Abgas-Vorschriften aus der Produktion genommen wurde.
Die grundlegende Konzeption geht das Ecomobile zurück, welches ab 1984 von der Schweizer Peraves AG gebaut wurde.